# Bankhaus D. & J. de Neufville

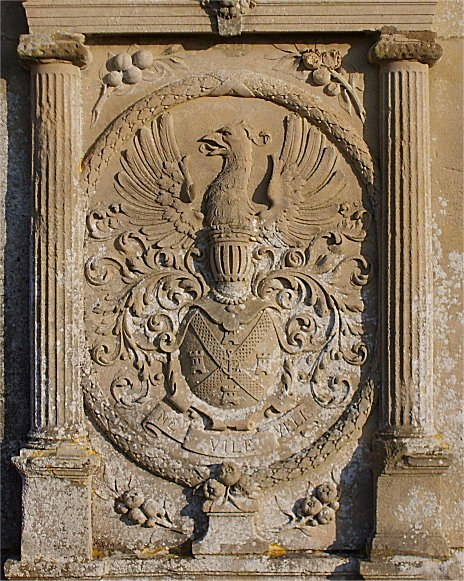
Wappen der Familie de Neufville

D. & J. de Neufville war ein um 1650 gegründetes und 1924 still liquidiertes Bankhaus in Frankfurt am Main.

## Geschichte
Die Familie de Neufville gehörte ursprünglich dem niederen Adel in der französischen Grafschaft Artois an, wo sie im Jahr 1047 erstmals urkundlich erwähnt wurden. Nach ihrem Übertritt zum hugenottischen Glauben mussten sie 1545 nach Antwerpen fliehen. Während des Spanisch-Niederländischen Kriegs (1568 bis 1648) kamen 1573 die Brüder Robert und Sebastian de Neufville („der Ältere“, 1545–1609) aus den Spanischen Niederlanden nach Frankfurt am Main und wurden 1575 bzw. 1580 Bürger der Stadt. Sie handelten zunächst mit flämischen Tuchen und brachte es rasch zu Reichtum. Sebastians Sohn, ebenfalls mit dem Namen Sebastian („der Jüngere“, 1581–1634), vervielfachte das Familienvermögen auf 270.000 Gulden, indem er den Handel erfolgreich um Pretiosen, Seiden, Juwelen und Metalle erweiterte. In diesem Zusammenhang wurden auch Wechsel- und Speditionsgeschäfte im großen Stil getätigt, was als erster Schritt vom Handels- hin zu einem Bankhaus gesehen werden kann.
Nach dem Dreißigjährigen Krieg (1618–1648), ca. ab 1650, vollendeten die Brüder Peter (1623–1691) und David de Neufville (1623–1684) diesen Wandel. Ab 1690 führten David und dessen Sohn Jakob de Neufville (1668–1730) die Bank, die nun den Namen „D. & J. de Neufville“ führte. Darüber hinaus bestanden Teilhaberschaften an anderen Banken, insbesondere bei dem Frankfurter Bankhaus „Johann Mertens“, mit dem die de Neufvilles seit 1607 verwandtschaftlich verbunden waren. Gleichwohl beteiligten sich die kommenden Generationen neben dem reinen Geldgeschäft weiterhin als Spediteure und Kommissäre am Warenhandel. Zudem zählten die De Neufvilles 1685 zu den Gründungsmitgliedern der Frankfurter Börse.
Die frühe Gründung D. & J. de Neufville und seine Internationalität – die Familie breitete sich nach Nürnberg, Breslau, Amsterdam, London, Paris und New York aus – machten das Bankhaus de Neufville für lange Zeit zu einer der führenden Adressen in der Frankfurter Bank- und Börsenwelt. Zu den Hauptkunden zählten im 17. Jahrhundert die Herzöge von Lothringen, aber man vermittelte auch den Verkauf österreichischen Stahls und ungarischen Kupfers. Im 18. Jahrhundert kamen nassauische Herrscherhäuser hinzu. In der 2. Hälfte des 18. Jahrhunderts verlieh D. & J. de Neufville Geld an den aufstrebenden jüdischen Bankier Mayer Amschel Rothschild und begann sich an der Emission von Staatsanleihen zu beteiligen. Dies wiederum öffnete den Weg, um im 19. Jahrhundert mit einer großen Zahl weiterer Unternehmen und Standesherren ins Geschäft zu kommen (z. B. mit dem Eisen- und Stahlunternehmen „H.W. Remy & Cons.“ und der Rentkammer des Fürstentums Wied, beide in Neuwied).
Das Bankhaus D. & J. de Neufville gehörte zu den Frankfurter Privatbanken, die sich seit den 1850er Jahren intensiv für die Gründung von Aktienbanken einsetzten. Zusammen mit Gebrüder Bethmann, Johann Goll & Söhne, B.H. Goldschmidt und anderen erhielt D. & J. de Neufville 1853 die Genehmigung der Stadt Frankfurt zur Gründung der Frankfurter Vereinskasse, die ein Jahr später in der Frankfurter Bank aufging (1970 fusionierte diese mit der Berliner Handels-Gesellschaft zur BHF-Bank). Gegen Ende des 19. Jahrhunderts setzte sich der damalige Vorstand und Teilhaber der Bank, Alfred de Neufville (1856–1900), sehr für den Aufbau der damals noch jungen Elektrizitätswirtschaft ein.
1924, unter den letzten beiden Teilhabern Kurt (1883–?) und Hugo de Neufville (1893–?), erfolgte nach der Inflation die stille Liquidation des Bankhauses D. & J. de Neufville. Bis zur Auflösung war das Stammhaus der Bank de Neufville mehr als 300 Jahre lang im „Zum Hirschkopf“ im Kleiner Hirschgraben 4 ansässig. Dieses 1590 erworbene und 1863 neuerrichtete Haus wurde zusammen mit dem Familienmuseum beim Luftangriff am 22. März 1944 zerstört. Die Anfang der 1950er Jahre als Wohn- und Geschäftshaus errichtete Immobilie gehört noch immer der 1837 auf Initiative von Sebastian de Neufville (1790–1849) gegründeten „De Neufville’schen Familienstiftung“, die dort auch ihren Sitz hat.

## Familie(n) de Neufville
Außerhalb des Bankhauses D. & J. de Neufville betätigten sich Mitglieder der Familie de Neufville, vor allem seit dem 19. Jahrhundert, insbesondere als Kaufleute und Juristen, aber auch als Soldaten. Viele traten als karitative Stifter auf, betätigten sich in der Frankfurter Kommunalpolitik, engagierten sich in der 1808 gegründeten Frankfurter Handelskammer und übernahmen Führungspositionen in der Französisch-reformierten bzw. später auch in der Deutsch-reformierten Gemeinde Frankfurts. Heiratsverbindungen ging man aber nur mit gleichgestellten reformierten Familien ein, nicht aber mit den alten Patriziergeschlechtern Frankfurts. Gleichwohl gehörten die De Neufvilles der Frankfurter Patriziergesellschaft „Zum Frauenstein“ an.
Neben dem oben bereits erwähnten Stammhaus der Familie de Neufville „Zum Hirschkopf“ im Kleiner Hirschgraben 4, 1863–1864 von Rudolf Heinrich Burnitz neuerrichtet mit massiver Renaissancefaçade aus rotem und weißem Sandstein, besaßen Familienmitglieder in Frankfurt auch noch das 1799 von Nicolas Alexandre Salins de Montfort errichtete Palais de Neufville am Roßmarkt 23, die 1891–1893 von Franz von Hoven errichtete Villa de Neufville im Schaumainkai 53 (beherbergt seit 1958 das Postmuseum, heute Museum für Kommunikation Frankfurt) und den Bergpark Eppstein mit der Villa Anna und dem Neufvilleturm in Eppstein am südlichen Rand des Taunus. Einige Mitglieder erhielten die preußische und österreichische Adelsanerkennung unter dem Namen „von Neufville“. Wie bereits zuvor erwähnt, ließen sich Familienmitglieder ebenfalls in Amsterdam, Breslau, London, New York, Nürnberg und Paris nieder.
Seit dem 18. Jahrhundert gründeten Mitglieder der Familie de Neufville auch außerhalb Frankfurts Banken, so z. B. Daniel de Neufville (1643–1678) in Amsterdam, Jean (John) de Neufville (1729–1796) ebenfalls in Amsterdam, Sébastien David Wilhelm de Neufville (1822–1891) in Paris und M. & J. de Neufville in London.
Der vor und während des Ersten Weltkriegs bedeutende deutsche Friedensaktivist Eduard de Neufville (1857–1942) war ein Mitglied der Bankiersfamilie de Neufville.
Zu Ehren der Familie de Neufville wurde in Frankfurt am Main-Oberrad eine Straße nach ihr benannt.

### Malapert genannt von (de) Neufville
Dieser Familienzweig entstand 1753 nach Heirat des fürstlich naussauischen Hofrat und Kammerherrn Peter Friedrich von Neufville (1726–1762) mit Maria Magdelena von Malapert (1736–1758), deren Sohn sich dann Friedrich Wilhelm Freiherr Malapert genannt von Neufville nannte. Genealogisch gehören die Nachfahren zu den de Neufville.